# Chicago Film Critics Association Awards 2019
31. ročník předávání cen asociace Chicago Film Critics Association Awards  se konal dne 14. prosince 2019. Nominace byly oznámeny dne 12. prosince 2019.

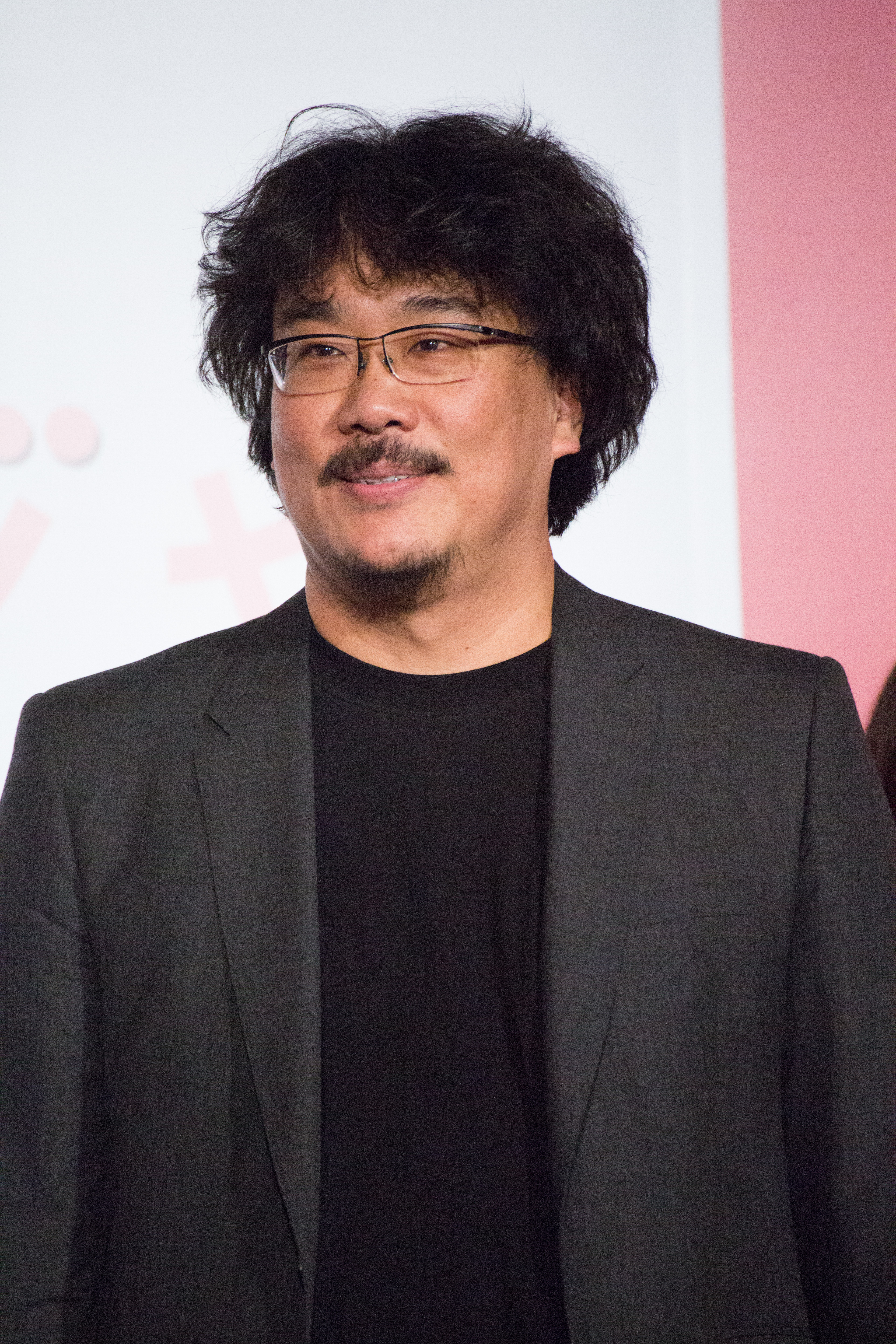
Pon Džun-ho, vítěz v kategoriích nejlepší režisér a nejlepší scenárista (originální) za film Parazit

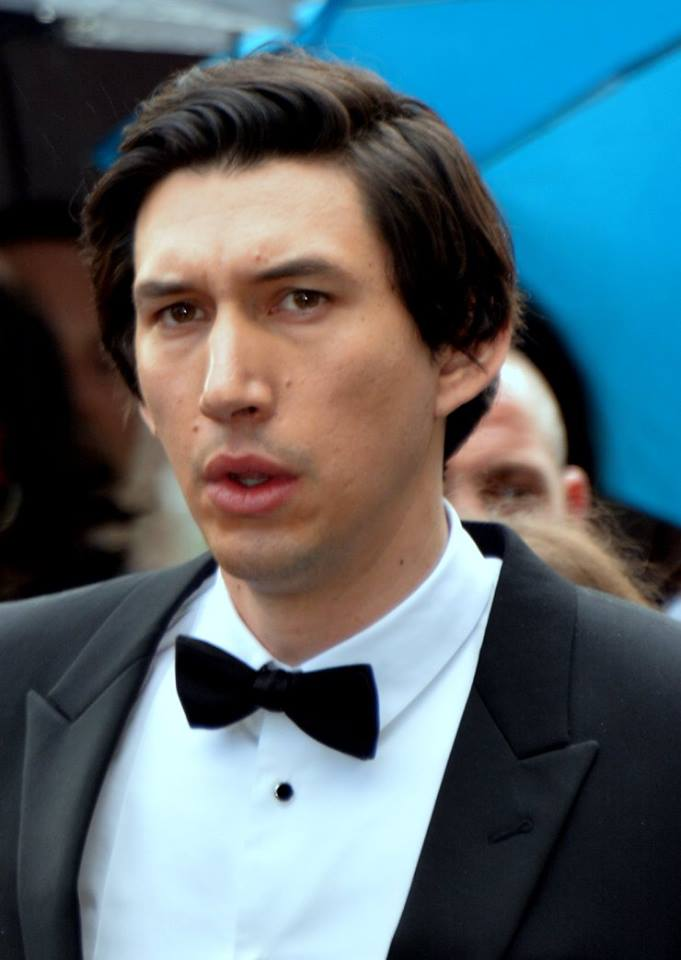
Adam Driver, vítěz v kategorii nejlepší mužský herecký výkon v hlavní roli za výkon ve filmu Manželská historie

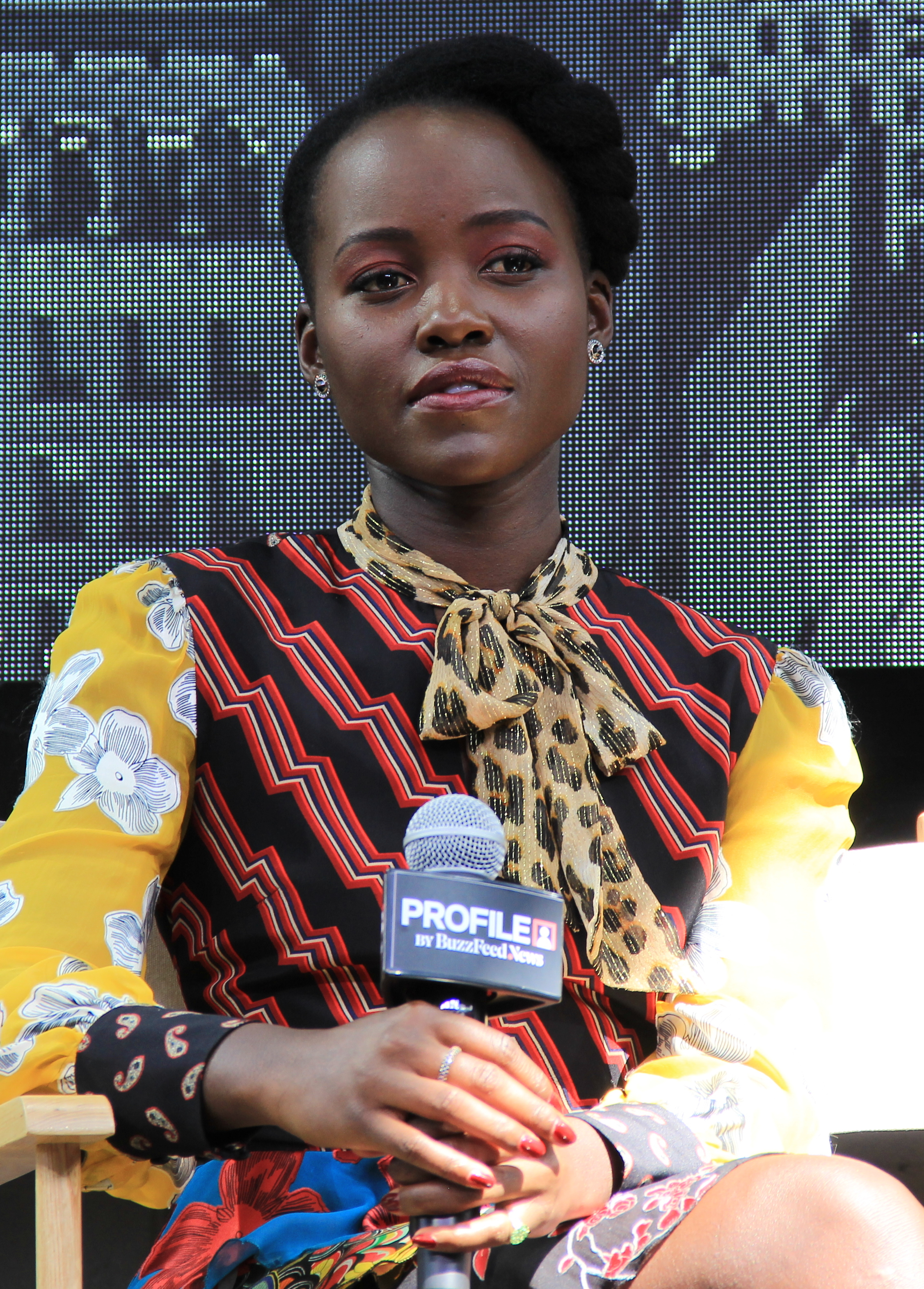
Lupita Nyong'o, vítězka v kategorii nejlepší ženský herecký výkon v hlavní roli za výkon ve filmu My

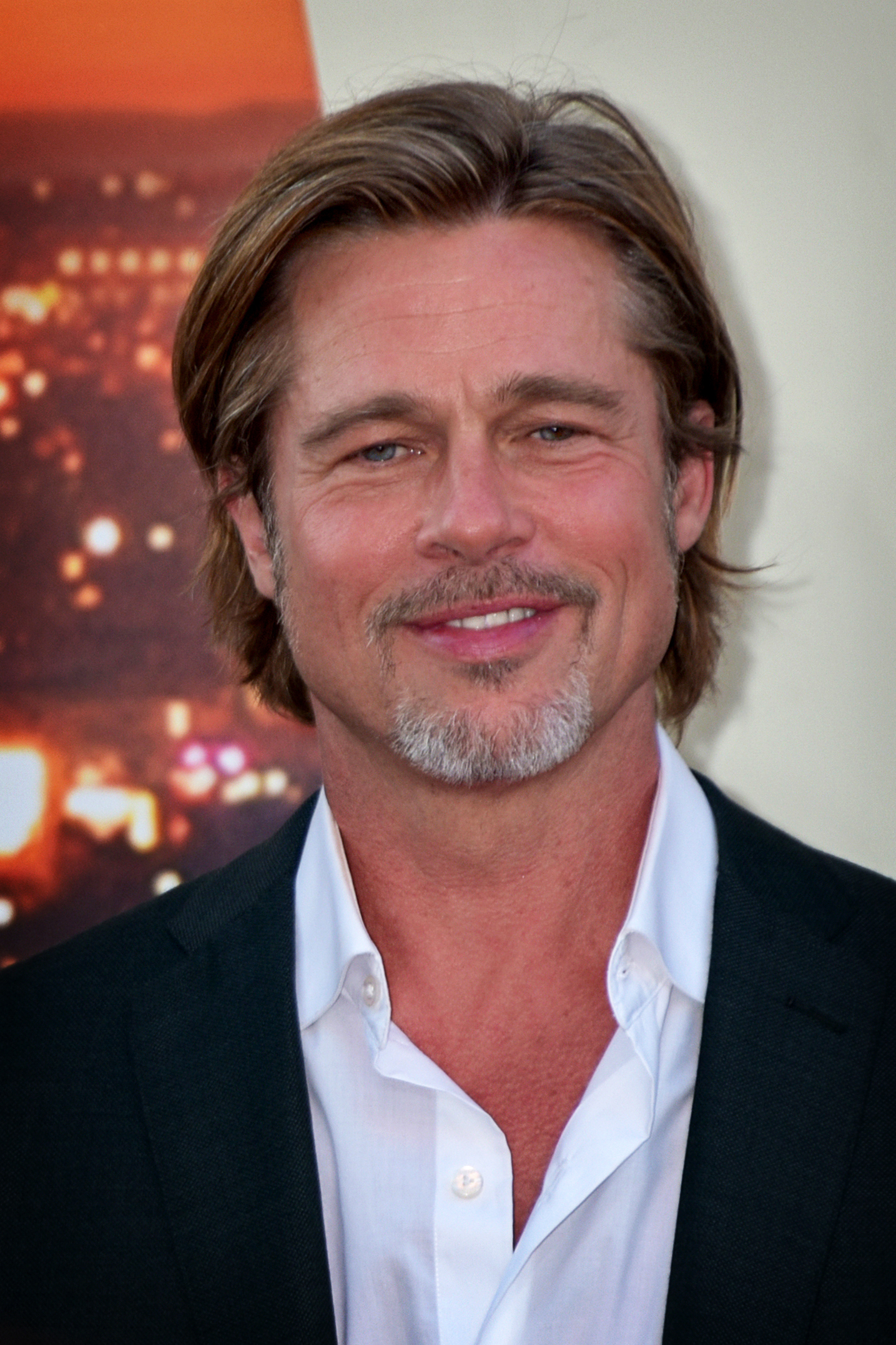
Brad Pitt, vítěz v kategorii nejlepší mužský herecký výkon ve vedlejší roli za výkon ve filmu Tenkrát v Hollywoodu

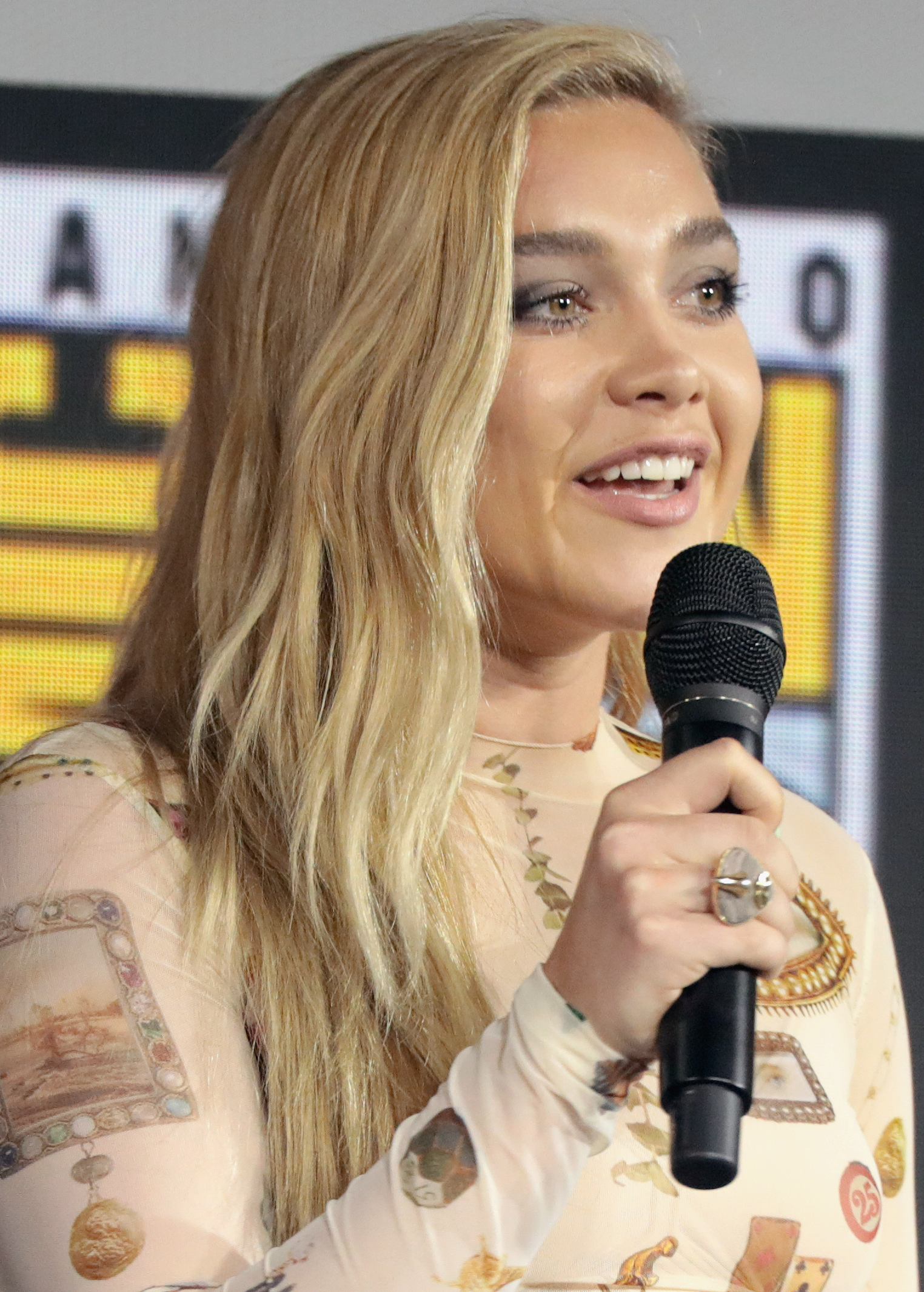
Florence Pughová, vítězka v kategorii nejlepší ženský herecký výkon ve vedlejší roli za výkon ve filmu Malé ženy

## Vítězové a nominovaní

### Nejlepší film
Parazit
- Irčan
- Malé ženy
- Manželská historie
- Tenkrát v Hollywoodu

### Nejlepší režisér
Pon Džun-ho – Parazit
- Noah Baumbach – Manželská historie
- Greta Gerwig – Malé ženy
- Martin Scorsese – Irčan
- Quentin Tarantino – Tenkrát v Hollywoodu

### Nejlepší adaptovaný scénář
Greta Gerwig – Malé ženy
- Micah Fitzerman-Blue a Noah Harpster – Výjimeční přátelé
- Lorene Scafaria – Zlatokopky
- Taika Waititi – Králíček Jojo
- Steven Zaillian – Irčan

### Nejlepší původní scénář
Pon Džun-ho a Han Jin Won– Parazit
- Lulu Wang – Malá lež
- Rian Johnson – Na nože
- Noah Baumbach – Manželská historie
- Quentin Tarantino – Tenkrát v Hollywoodu

### Nejlepší herec v hlavní roli
Adam Driver jako Charlie Barber – Manželská historie
- Antonio Banderas jako Salvador Mallo – Bolest a sláva
- Robert De Niro jako Frank Sheeran – Irčan
- Joaquin Phoenix jako Arthur Fleck / Joker – Joker
- Adam Sandler jako Howard Ratner – Drahokam

### Nejlepší herečka v hlavní roli
Lupita Nyong'o jako Adelaide Wilson / Red – My
- Awkwafina jako Billi Wang – Malá lež
- Scarlett Johansson jako Nicole Barber – Manželská historie
- Elisabeth Mossová jako Becky Something – Her Smell
- Scarlett Johansson jako Nicole Barber – Manželská historie

### Nejlepší herec ve vedlejší roli
Brad Pitt jako Cliff Booth – Tenkrát v Hollywoodu
- Tom Hanks jako Fred Rogers – Výjimeční přátelé
- Shia Labeouf jako James Lort – Honey Boy
- Al Pacino jako Jimmy Hoffa – Irčan
- Joe Pesci jako Russell Bufalino – Irčan

### Nejlepší herečka ve vedlejší roli
Florence Pughová jako Amy March – Malé ženy
- Yeo-jeong Jo jako Cho Yeo Jeong – Parazit
- Laura Dern jako Nora Fanshaw – Manželská historie
- Jennifer Lopez jako Ramona Vega – Zlatokopky
- Zhao Shuzhen jako Nai Nai – Malá lež

### Nejlepší dokument
Apollo 11
- Americká továrna
- For Sama
- Hail Satan?
- Země medu

### Nejlepší cizojazyčný film
Parazit (Jižní Korea)
- Malá lež (USA)
- Bolest a sláva (Španělsko)
- Portrét dívky v plamenech (Francie)
- Tranzit (Německo)

### Nejlepší animovaný film
Toy Story 4: Příběh hraček
- Ledové království II
- Jak vycvičit draka 3
- Kde je moje tělo?
- Hledá se Yetti

### Nejlepší kamera
Roger Deakins – 1917
- Jarin Blaschke – Maják
- Robert Richardson – Tenkrát v Hollywoodu
- Hong Kyung-pyo – Parazit
- Claire Mathon – Portrét dívky v plamenech

### Nejlepší střih
Thelma Schoonmaker – Irčan
- Lee Smith – 1917
- Nick Houy – Malé ženy
- Fred Raskin – Tenkrát v Hollywoodu
- Ronald Bronstein a Benny Safdie – Drahokam

### Nejlepší výprava
Nancy Haigh a Barbara Ling – Tenkrát v Hollywoodu
- Dennis Gassner a Lee Sandales – 1917
- David Crank – Na nože
- Jess Gonchor a Claire Kaufman– Malé ženy
- Ha-jun Lee – Parazit

### Nejlepší kostýmy
Jacqueline Durran – Malé ženy
- Ruth E. Carter – Jmenuju se Dolemite
- Arianne Phillips – Tenkrát v Hollywoodu
- Dorothée Guiraud – Portrét dívky v plamenech
- Julian Day – Rocketman

### Nejlepší skladatel
Alexandre Desplat – Malé ženy
- Thomas Newman – 1917
- Randy Newman – Manželská historie
- Daniel Lopatin – Drahokam
- Michael Abels – My

### Nejlepší vizuální efekty
Ad Astra
- 1917
- Avengers: Endgame
- Irčan
- Slunovrat

### Nejslibnější filmař
Lulu Wang – Malá lež
- Mati Diop – Atlantique
- Alma Har’el – Honey Boy
- Joe Talbot – The Last Black Man in San Francisco
- Olivia Wildeová – Šprtky to chtěj taky

### Nejslibnější umělec
Aisling Franciosi – The Nightingale
- Julia Butters – Tenkrát v Hollywoodu
- Roman Griffin Davis – Králíček Jojo
- Julia Fox – Drahokam
- Taylor Russell – Waves